# Lucie Scheinostová
Lucie Scheinostová, coniugata Chytilová (3 dicembre 1927 – 3 giugno 2014), è stata una cestista cecoslovacca.

## Carriera
Con la Cecoslovacchia ha disputato i Campionati europei del 1950.